# ヴァイオリン協奏曲第2番 (ブルッフ)

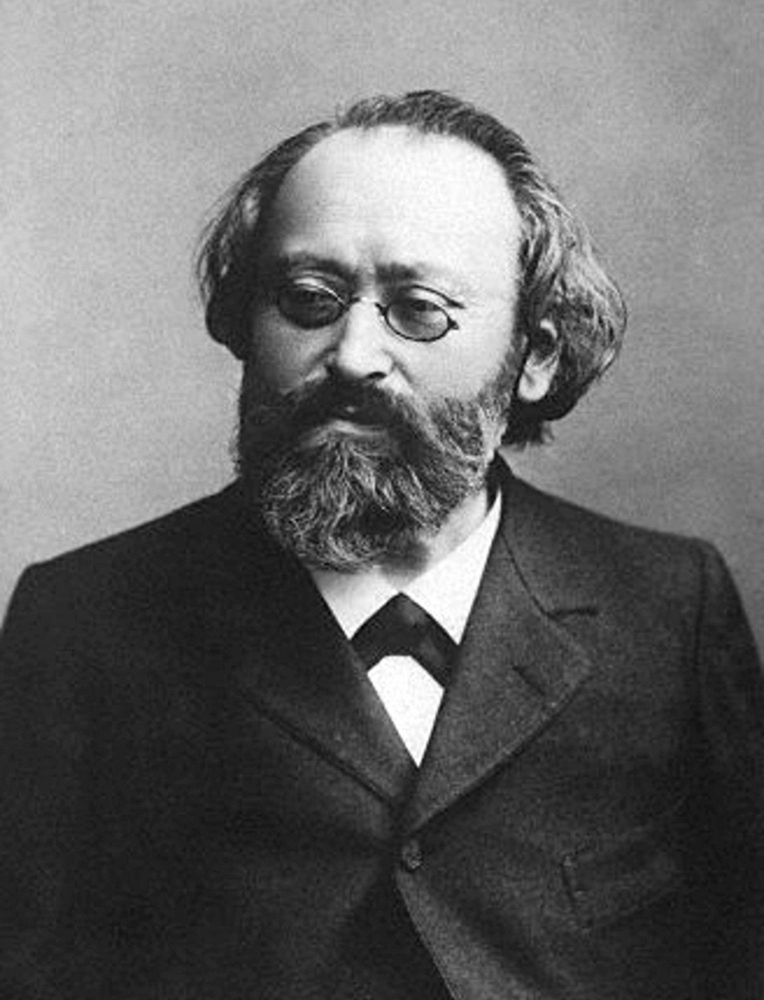
ブルッフ

ヴァイオリン協奏曲第2番ニ短調 作品44は、マックス・ブルッフが作曲した2番目のヴァイオリン協奏曲。

## 概要

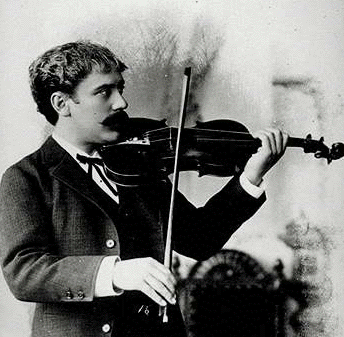
サラサーテ

ブルッフは1874年にも「ヴァイオリン協奏曲第2番」の作曲を計画しているがこれは第1楽章を完成させた時点で断念し、《ロマンス》作品42として発表している。その前後からブルッフは、共演や《ロマンス》の楽譜の提供などを通じてパブロ・デ・サラサーテとの親交を深めていた。この作品は1877年にボンで作曲され、同年11月4日にロンドンの水晶宮でサラサーテの独奏、ブルッフの指揮により初演された。献呈もサラサーテになされている。
ブルッフがまだ若い頃の作品であるヴァイオリン協奏曲第1番が広く知られているのに対し、この曲は今日でもあまり演奏される機会は多くない。これは出版社が、総譜とパート譜を購入した演奏者にのみ公開演奏を認めるという制約を課したことによるもので、また初演当時、前年に発表されたヨハネス・ブラームスの交響曲第1番のセンセーションが尾を引いていたことも影響した。

## 編成
独奏ヴァイオリン、フルート2、オーボエ2、クラリネット2、ファゴット2、ホルン4、トランペット2、トロンボーン3、ティンパニ、弦五部

## 構成
3楽章からなり、演奏時間は約23分。
抒情的な要素の強い第1協奏曲に対し、劇的な表現が目立つ。ブルッフは標題音楽には距離を置いていたが、親交のあった音楽学者であるヴィルヘルム・アルトマン（Wilhelm Altmann）によると、この作品にはブルッフがサラサーテから聞いたカルリスタ戦争の戦禍が影響しているという。その見解によると、第1楽章は「死体の散らばる戦場で、一人の女性が恋人を探している」情景と「葬送の行列」、第3楽章では「騎兵の連隊の祝宴」が表現されている。
第1楽章　アダージョ・マ・ノン・トロッポ　ニ短調　4分の4拍子
慣例を破ってテンポの遅い楽章から始まっている（《ロマンス》も同様にアンダンテ・ソステヌートで書かれている）が、単なる序奏ではなくソナタ形式で書かれた全曲の中心となる楽章である。ニ短調の主和音の暗い響きで始まり、独奏ヴァイオリンがもの悲しい第一主題を奏し出す。葬送行進曲風のリズムによる経過句が挿入され、ヘ長調で第二主題が提示される。短い展開部は行進曲リズムを中心に扱う。再現部はやや短縮、変形され、コーダはニ短調とニ長調の間を揺れ動きながら消え入るように終わる。
初演当時、ブラームスが「（第1楽章がアダージョで書かれていることは）一般の聴衆には耐えがたい」と述べている（後に撤回している）が、ブルッフ自身はこの楽章を最も高く評価しており、単独の作品として発表しようとしてサラサーテに止められてもいる。
第2楽章　レチタティーヴォ　アレグロ・モデラート　変ロ長調　4分の4拍子
第3楽章への序奏の役割を果たす。管弦楽のトゥッティによる間奏をはさみながら、独奏ヴァイオリンが表情豊かなモノローグを演じる。第1楽章の動機も顔を出す。
第3楽章　終曲　アレグロ・モルト　変ロ長調-ニ長調　8分の3拍子
ソナタ形式。スケルツォ風のリズムを持つ規模の大きいフィナーレ。第2楽章の動機を扱う序奏に始まり、独奏ヴァイオリンのパッセージを挟んで活発な第一主題がヴァイオリンに提示される。ヘ長調で提示される第二主題は上行音階を基礎にしたもので、それに序奏の動機も用いた展開部が続く（この部分を序奏の再現とみなし、展開部と再現部が一体化していると見ることもできる）。ほぼ提示部通りに2主題が再現され、コーダでは独奏の技巧が存分に披瀝される。